# اریکا اریکسون
اریکا اریکسون (انگلیسی: Erica Ericsson؛ زادهٔ ۲۳ ژوئن ۱۹۹۰) بازیکن فوتبال اهل سوئد است.
از باشگاه‌هایی که در آن بازی کرده‌است می‌توان به کیوب ایکو اشاره کرد.